# يوم الصحة العالمي

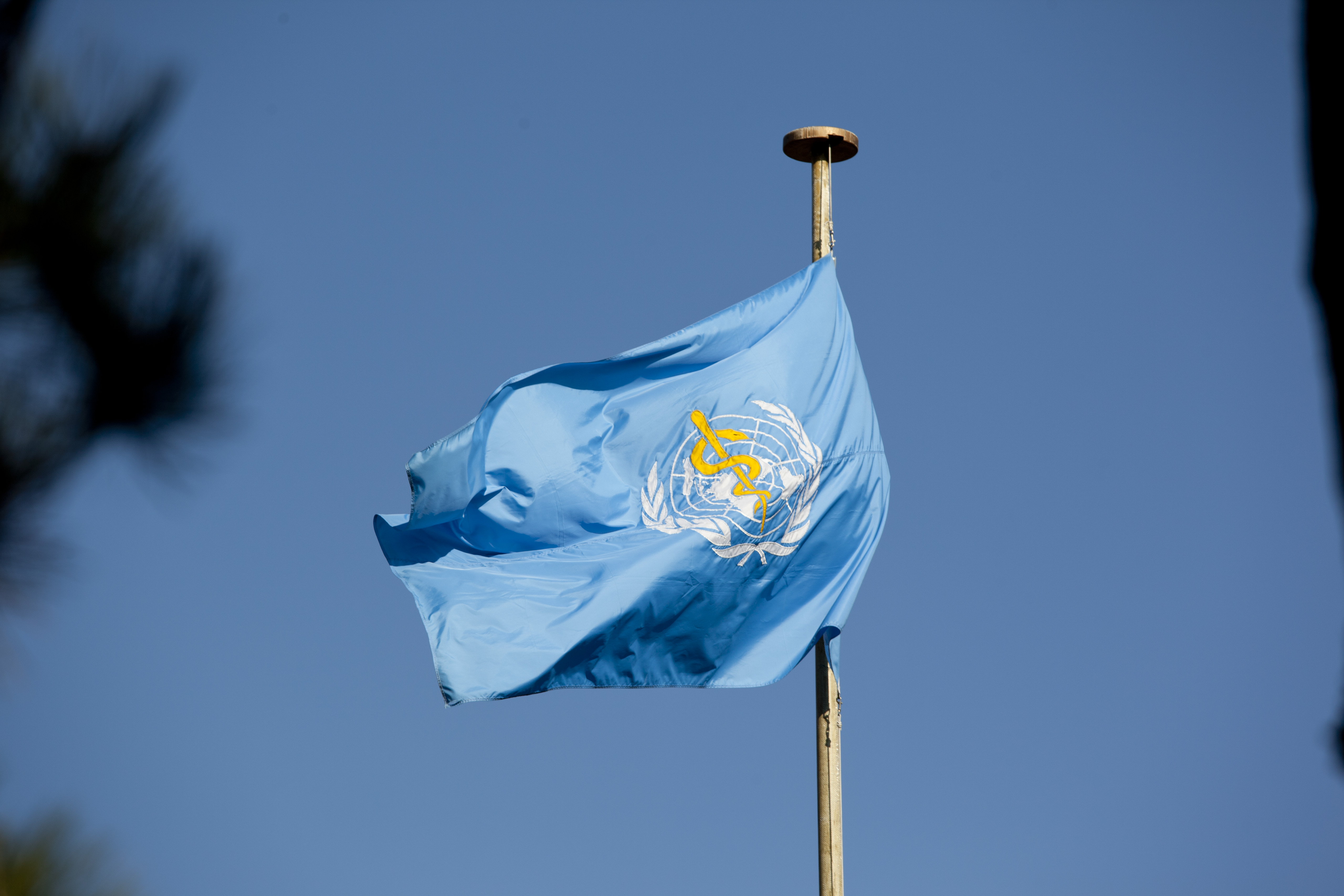
علم منظمة الصحة العالمية في جنيف

في عام 1948 دعت جمعية الصحة العالمية لأولى إلى تكريس «يوم عالمي للصحة» لإحياء ذكرى تأسيس منظمة الصحة العالمية. ومنذ عام 1950، جرى الاحتفال سنوياً بيوم الصحة العالمي في السابع من أبريل. ويتم، كل عام، اختيار موضوع ليوم الصحة العالمي لتركيز على مجال من المجالات التي تثير القلق وتحظى بالأولية في سلّم منظمة الصحة العالمية. وذلك اليوم هو أيضاً مناسبة لاستهلال برنامج دعوي طويل الأجل يتم في إطاره الاضطلاع بشتى الأنشطة وتخصيص موارد لفترة لا تقتصر على يوم 7 نيسان/أبريل بل تتجاوزه أما دستور المنظمة فقد جاء في أيار/ مايو عام 1984 عندما صادقت 26 دولة من الدول الأعضاء الإحدى و الستين بالموافقة عليه فيما بعد عقدت الجمعية العمومية الأولى للصحة العالمية في جينيف بحضور مندوبين من 53 دولة أصبحوا أعضاء في المنظمة.

## الشعارات
تحتفل منظمة الصحة العالمية بهذا اليوم باعتماد إطلاق شعار يركز على القضايا الصحية العمومية التي تؤثر في المجتمع الدولي و من هذه الشعارات:
- عام 1995: استئصال شلل الأطفال العالمي.
- عام 1996: المدن الصحية لحياة أفضل.
- عام 1997: الأمراض المعدية الصاعدة.
- عام 1998: الأمومة الآمنة.
- عام 1999: مواصلة المسنين لنشاطهم ضمان لصحتهم.
- عام 2000: سلامة الدم مسؤولية كل فرد فينا و في الدم المأمون إنقاذ للحياة.
- عام 2001: لن نخذل الصحة النفسية ولن نخذل مرضاها.
- عام 2002: في الحركة صحة وبركة.
- عام 2003: تنشئة الأطفال في بيئة صحية ضمان للمستقبل.
- عام 2004: السلامة على الطرق.
- عام 2005 :لا تبخسوا أماً ولا طفلاً مكانتهما في المجتمع.
- عام 2006: لنعمل معا من أجل الصحة.
- عام 2007: الأمن الصحي الدولي.
- عام 2008: حماية الصحة من تغير المناخ.
- عام 2009: المستشفيات الآمنة تنقذ الأرواح أثناء الطوارئ.
- عام 2010: كن جزءًا من حركة عالمية لجعل المدن أكثر صحة.
- عام 2011: مقاومة مضادات الميكروبات: إذا تقاعسنا اليوم لن نجد العلاج غداً.
- عام 2012: الشيخوخة و‌الصحة: الصحة الجيدة تضيف حياةً إلى السنين.
- عام 2013: ضغط الدم الصحي.
- عام 2014: لدغة بسيطة تساوي خطراً كبيراً.
- عام 2015: حفظ الأطعمة.
- عام 2016: مرض السكري.
- عام 2017: الاكتئاب: دعنا نتحدث.
- عام 2018: تغطية صحية شاملة لجميع الناس، في أي مكان.
- عام 2019: التغطية الصحية الشاملة.[5]
- عام 2020: دعم الممرضات والقابلات
- عام 2021: بناء عالم أكثر عدلاً وصحة للجميع
- عام 2022: كوكبنا، صحتنا
- عام 2023: الصحة للجميع
- عام 2024: صحتي، حقي
- عام 2025: بدايات صحية ومستقبل واعد

## وصلات خارجية
- الموقع الرسمي لمنظمة الصحة العالمية